# Space (película)
Space es una película underground realizada en el año 1965 y dirigida por el artista estadounidense Andy Warhol, fue escrita por Ronald Tavel, y protagonizada por Edie Sedgwick, Gino Piserchio, Dorothy Dean, Ed Hennessey, el cantante y compositor Eric Andersen y Norman Levine. A diferencia de muchas otras películas de Warhol que hizo en The Factory, esta película implicó una cámara en movimiento, alrededor de los actores.

## Argumento
La película cuenta una mezcla de conversación casual, peleas alimentarias, y canto popular. La película incluye a Eric Andersen con su guitarra, cantando en su línea, cuando llega Edie Sedgwick y sus amigos e improvisan canciones populares a coro, que incluyen "Puff, the Magic Dragon" e "Himno de Batalla de la República".